# كهوف داراشيف
كهوف داراشيف هي مجموعة من 7 كهوف تقع في على بعد 8 كيلومترات من مدينة عثمان أباد في جبال بالاغات بولاية ماهاراشترا الهندية. تم إعلان كهوف داراشيف كمنطقة محمية من قبل حكومة ولاية ماهاراشترا.